# Ném điện thoại di động

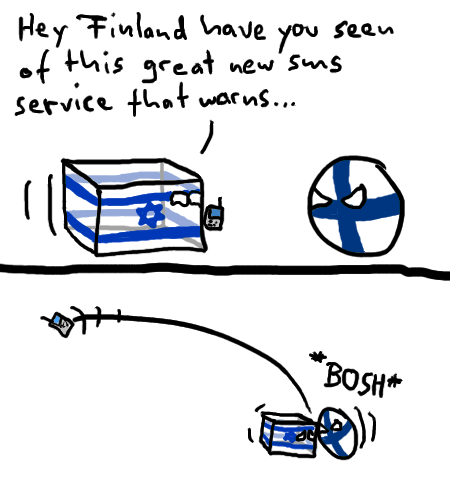
Truyện tranh Ba Lan về thông tin Phần Lan vô địch giải vô địch ném điện thoại di động 2012

Ném điện thoại di động là một môn thể thao quốc tế bắt nguồn từ Phần Lan vào năm 2000. Môn này đòi hỏi các vận động viên tham gia phải ném những chiếc điện thoại di động và kết quả được đánh giá dựa vào cự li ném hoặc kỹ thuật.
Thông thường sẽ có bốn nội dung trong cuộc thi này:
- Nguyên bản (còn gọi là "Truyền thống"): ném điện thoại qua vai, người ném được cự li xa nhất giành chiến thắng
- Phong cách tự do: người chơi nào ném có thẩm mỹ và vũ đạo tốt sẽ chiến thắng
- Nguyên bản theo nhóm: nhóm có thể có tối đa ba thành viên tham gia, mỗi người ném một lần và cộng tổng điểm
- Trẻ em: dành cho lứa tuổi mười hai trở xuống

Những chiếc điện thoại di động sử dụng rất đa dạng giữa các cuộc thi lẫn giữa các vận động viên, trong đó bất kỳ điện thoại nào nặng trên 220 gram đều được chấp nhận. Tại một số sự kiện, người chơi có thể tự do chọn lựa trong số những chiếc điện thoại được ban tổ chức cung cấp, cũng có thể ban tổ chức sẽ giới hạn một mẫu điện thoại duy nhất.